# Julien Kaboré
Julien Kaboré (né le 18 juin 1968) est un prélat catholique burkinabé. Il est nommé nonce apostolique au Ghana en juin 2024. Il travaille au service diplomatique du Saint-Siège depuis 2004.

## Biographie
Julien Kaboré est né le 18 juin 1968 à Zorgho dans la province du Ganzourgou à une centaine de kilomètres à l'est de la capitale Ouagadougou. Il étudie la philosophie au grand séminaire Saint-Jean-Baptiste de Ouagadougou de 1988 à 1990 et la théologie au grand séminaire Saint-Pierre-Claver de Bobo-Dioulasso de 1990 à 1995. Il est ordonné prêtre de l'archidiocèse de Koupéla le 8 juillet 1995.
Entre 1995 et 1995, il enseigne au séminaire Saint-Augustin de Baskouré. Il possède une licence en théologie dogmatique, et un doctorat en droit canonique obtenu à Rome entre 1998 à 2004,.

## Carrière diplomatique
Le 1er juillet 2004, il entre au service diplomatique du Saint-Siège. Il occupe les fonctions secrétaire puis conseiller auprès des nonciatures du Kenya (en), de Papouasie-Nouvelle-Guinée (en) et des Îles Salomon (en), du Costa Rica (en), de Corée du Sud (en) et de Mongolie (en), de Croatie (en), de Trinité-et-Tobago (en), des Philippines (en) et d'Irlande (en).

## Nonce apostolique
Le 29 juin 2024, le pape François, nomme archevêque titulaire de Milevum (de) en Algérie, et nonce apostolique au Ghana (en),. Il est consacré archevêque le 14 septembre 2024 par le cardinal secrétaire d'État Pietro Parolin à la basilique Saint-Pierre de Rome : ses co-consécrateurs sont le cardinal Luis Antonio Tagle et Séraphin François Rouamba (en), archevêque émérite de Koupéla,. Il devient ainsi le premier burkinabè à devenir nonce apostolique,. 

## Publications
- Julien Kaboré, Mieux vivre sa jeunesse, Ouagadougou, Les Editions descendues du ciel, 2008, 126 p. (ISBN 9782952101240)
- Julien Kaboré, La vertu, Promesa, 2010, 188 p. (ISBN 9968411906)
- Julien Kaboré, Catéchistes : Évangéliser les périphéries, Paris, Saint-Leger Eds, 2017, 323 p. (ISBN 2364522765)[12]
- Prudence, justice, force et tempérance retrouver la joie et la paix dans sa vie quotidienne par les vertus cardinales, Saint-Léger éditions, 2018, 103 p. (ISBN 2364523664)[13]